# Canthydrus weisei
Canthydrus weisei is een keversoort uit de familie diksprietwaterkevers (Noteridae). De wetenschappelijke naam van de soort werd in 1876 gepubliceerd door E. Wehncke.